# 29 novembre dans les chemins de fer
29 octobre 29 décembre
Chronologies thématiques
- Croisades
- Sports
- Disney

Cette page concerne les événements qui se sont déroulés un 29 novembre dans les chemins de fer.

## Événements

### XIXesiècle
- 1844.  Irlande :   ouverture de la ligne reliant Dublin (Amiens Street Station) à Drogheda.

### XXesiècle
- 1995.  France :   la grève des cheminots de la SNCF s'étend à la RATP, bloquant l'Île-de-France.

### XXIesiècle
- 2006.  Pays-Bas :   déraillement sur la ligne E du réseau RandstadRail reliant La Haye et Rotterdam, 17 passagers blessés.

## Décès
- 1971 : Marcel Flouret (né en 1892), président de la SNCF  de 1946 à 1949.